# 5561 Iguchi
Az 5561 Iguchi (ideiglenes jelöléssel 1991 QD) a Naprendszer kisbolygóövében található aszteroida. Satoru Otomo fedezte fel 1991. augusztus 17-én.